# 金澤春樹
金澤 春樹（かなざわ はるき、2000年11月7日 - ）は、ラグビーユニオンの選手。

## プロフィール
- 千葉県出身[1]。
- ポジションはウィング、センター。
- 身長 178cm、体重 95kg

## 来歴
小学校時代はサッカーをやっていて、11歳からラグビーを始めた。
2019年、流経大柏高校卒業後、青山学院大学に入る。
2023年1月、アーリーエントリーで花園近鉄ライナーズに加入。同年2月25日に行われたJAPAN RUGBY LEAGUE ONE第9節ブラックラムズ東京戦にて途中出場でリーグワン公式戦初出場を果たした。同年3月、青山学院大学卒業。
2024年5月、花園近鉄ライナーズを退団した。